# Calyptra thalictri
Calyptra thalictri es una especie de lepidóptero perteneciente a la subfamilia Calpinae en la familia Erebidae.
Recibe el nombre común de polilla vampiro, al igual que otras especies del mismo género, por la costumbre que tienen de beber sangre de vertebrados, incluidos los humanos a través de la piel. Sin embargo, no causa ningún peligro a los seres humanos.
Presenta una envergadura de 40-45 mm. Vuela desde mayo a septiembre, dependiendo de la ubicación. La larva se alimenta de especies de Thalictrum.
Se alimenta del jugo de frutas pero puede perforar la piel con su proboscis con ganchos y obtener sangre. Solo los machos tienen este comportamiento.
Su distribución original es desde Japón y Corea, hacia el sur, a China y Malasia, hacia el oeste a través de los Urales hasta el sur de Europa. Recientemente ha ampliado su distribución hasta el norte de Europa. en el año 2000 se la observó en Finlandia y en 2008 en el oeste de Suecia.